# Legend of Kay
Legend of Kay ist ein ursprünglich für die PlayStation 2 entwickeltes Computerspiel des Genres Action-Adventure. Es stammt vom deutschen Computerspiel-Entwickler Neon Studios und erschien über den österreichischen Spielepublisher Jowood. Das Spiel wurde von Jowood nachträglich auf die Plattformen Nintendo DS, PlayStation 3 und Nintendo Switch portiert.

## Handlung
Das Spiel spielt in einer Zeit, in der die Katzen in völligem Einklang mit der Welt leben und in der der Wohlstand auf einem neuen Höhepunkt angelangt ist. Dadurch sehen sie immer weniger Notwendigkeit darin, sich an ihre eigene Lebensphilosophie namens „Der Weg“, die für ewigen Frieden und ein sorgenfreies Leben eintritt, zu halten. Außerdem dringen neue Nachbarn, nämlich Ratten und Gorillas, ins Dorf ein und streben nach der Weltherrschaft. Da gibt es nur einen, der es wagt, sich den Eindringlingen zu widersetzen, die alte Ordnung wiederherzustellen und den Glauben an „den Weg“ zu reanimieren: Kampfkater Kay.

## Spielprinzip und Technik
Im Spiel übernimmt der Spieler die Rolle des Kampfkaters Kay, der den Helden des Spiels darstellt. Der Spieler muss Jump-’n’-Run-typische Aufgaben erfüllen, wie sich über Seile zu hangeln, schmale Balken entlangzulaufen, diverse Sprungkombinationen verwenden, um höher gelegene Ziele zu erreichen etc. Die Besonderheit dieses Titels liegt im Kung-Fu-Kampfsystem, mit dem man seine Gegner, wie zum Beispiel Ratten, Gorillas oder Spinnen, bekämpfen kann.

### Kampfsystem
Die unzähligen Kampfkombinationen, die Kay ausführen kann, lernt der Kater nach und nach von seinem Mentor, einem alten Kampfkater. Sie sind durch bestimmte Tastenkombinationen auszuführen. Kay erhält auf seinem Weg durch die Spielwelt nach und nach drei verschiedene Waffen: Schwert, Kralle, Hammer.
Für jede der drei Waffen kann man im weiteren Spielverlauf noch zwei Upgrades erlangen, die sich sowohl optisch als auch in der Effizienz von der jeweiligen Grundwaffe unterscheiden. Jede der Waffen hat ihre Vor- und Nachteile, so ist die Kralle beispielsweise die einzige Waffe, die auch schwimmend verwendet werden kann. Sie ist weitaus schneller, aber auch schwächer als beispielsweise der Hammer, dessen Benutzung viel Zeit benötigt, jedoch stärker zerschmetternde Kraft hat als die beiden anderen Waffen.

### Spielwelt
Die Spielwelt von Legend of Kay ist durchweg bunt gehalten. So startet das Abenteuer in dem Dorf der Katzen. Den Verlauf des Spiels kann man insgesamt in vier Teile unterteilen: Wald, Sumpf, Festung und Vulkaninsel.

### Minispiele
Neben dem Hauptspielgeschehen, bei dem man hauptsächlich Gegner bekämpfen und bestimmte Geschicklichkeitsaufgaben lösen muss, gibt es bei Legend of Kay auch noch sogenannte Minispiele. So gibt es so einige im Spiel verteilte Rennstrecken, auf denen der Kater Kay seine Schnelligkeit unter Beweis stellen muss – und zwar auf einem Wildschwein. Außerdem begibt sich Kay auch auf eine Schiffsreise.

## Produktionsnotizen
Das Spiel erschien ursprünglich für PlayStation 2, es folgten Portierungen auf Nintendo DS und PlayStation 3. Anfang 2015 wurden Versionen für Windows, Sony PlayStation 4 und Nintendos Heimspielekonsole Wii U zum 28. Juli 2015 angekündigt.

## Rezeption
Aus 30 aggregierten Wertungen erzielt Legend of Kay auf Metacritic einen Score von 72.